# Container Freight Station
Container Freight Station bzw. Containerfrachtstation (CFS) ist die Bezeichnung für eine Einrichtung, in der Sendungen für eine Less-than-container-load-Verschiffung zusammengefasst oder getrennt werden.
Bei Seefrachttransporten werden häufig kleinere Ladungen von der Spedition in einem Container gesammelt und dann als Ganzes in das Zielgebiet verschifft. Für diese Be- und Entladung der Container, die nicht vollständig gefüllt (Full Container Load) vom Versender zum Empfänger transportiert werden, ist die Containerfrachtstation zuständig.
Meist sind Containerfrachtstationen auf dem Gelände von Terminalbetreibern oder in der Nähe zu großen Lagern beheimatet.